# Szakkara
Szakkara egyiptomi falu Gíza tartományban, Kairótól 30 km-re, nem messze Heluántól. Itt található az ókori Egyiptom egyik fővárosának, Memphisznek legősibb temetője, 7 km hosszú nekropolisza. Nevét egyes források szerint a Beni Szoqar törzstől, mások szerint Szokar (görögül Szokarisz) óegyiptomi istentől kapta. Magántemetkezésekre és uralkodók nyughelyéül egyaránt használták mintegy háromezer éven át. Uralkodókat a II. dinasztia korától a XIII. dinasztiáig temettek ide. Közülük a leghíresebb Dzsószer fáraó, akinek síregyüttese, közepén az első piramissal, az ún. lépcsős piramissal az egyik legismertebb egyiptomi műemlék. A piramis tervezője és építője Imhotep volt, akit később istenként tiszteltek.

## Főbb építészeti maradványok
Dzsószer piramisához számos középület tartozik, melyeket fokozatosan tártak fel. Így 1924-ben a „Dél Házát” és az „Észak Házát”, 1925-ben a bejárati oszlopsort, 1926-ban a kerület déli sírját. A piramis körül a 3.,4.,5. és 6.dinasztia korából mintegy 160 masztaba helyezkedik el.

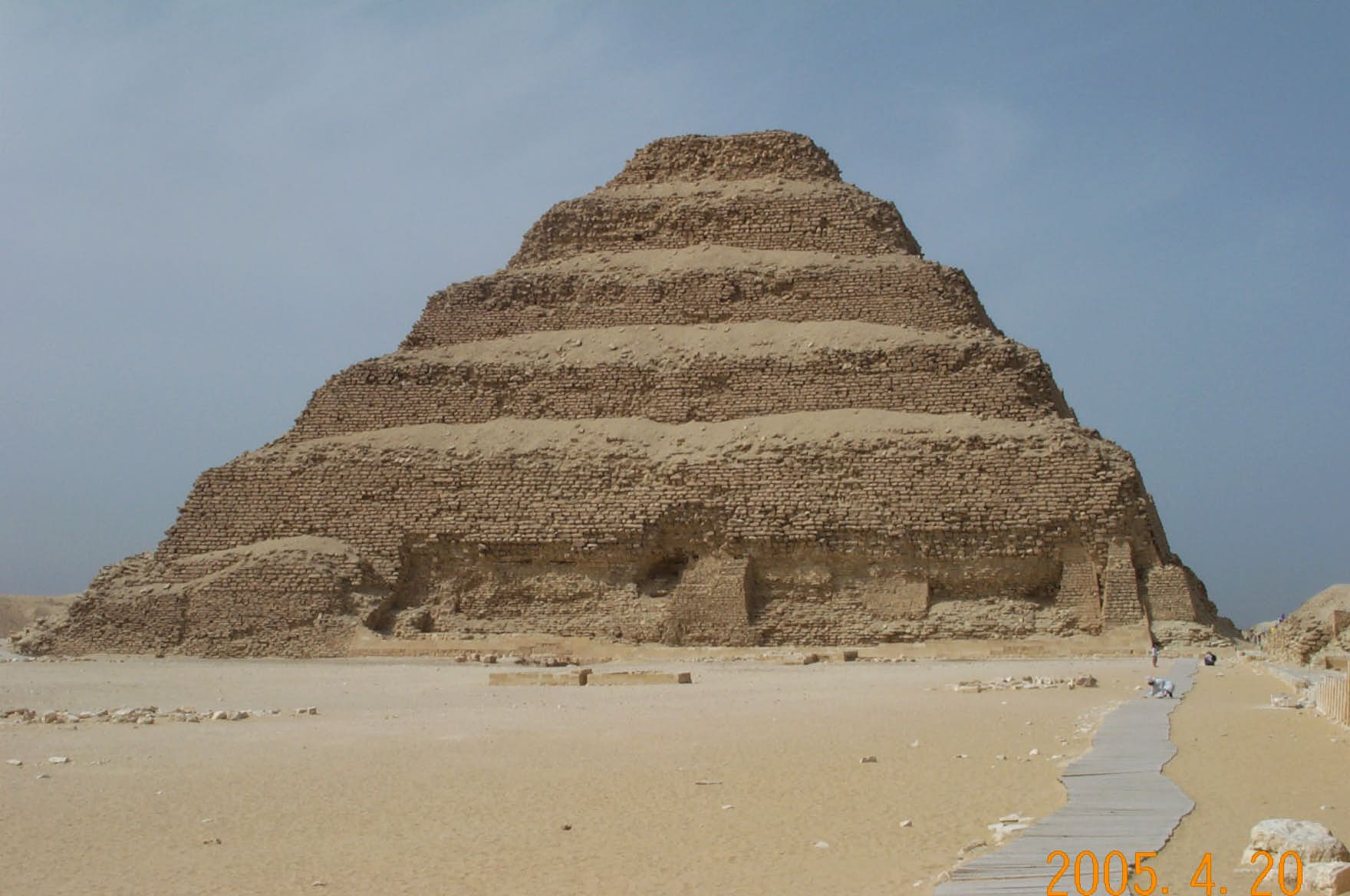
Dzsószer fáraó lépcsős piramisa

Unisz fáraó piramisa és halotti templomának maradványai Dzsószer piramisától déli irányban helyezkednek el. Maga a piramis szerény méretű, egy-egy oldala kb. 60 m, magassága 19 m.
A terület északnyugati részén 1851-ben Auguste Mariette francia egyiptológus fedezte fel a Szerapeiont, az Ápisz bikák temetőjét, majd sikerült feltárni egy kb. 200 m hosszúságú kőutat, melynek mentén 121 szfinxet talált. Ő találta meg itt az egyik sírban az ülő írnok híres szobrát, ami ma a Louvre-ban van, Párizsban.
Mariette ásta ki az Ápisz-templomot, melyet I. Nektanebó építtetett. A Szerapeionban szintén ő találta meg Haemuaszet hercegnek, II. Ramszesz fiának, Ptah isten főpapjának a múmiáját.

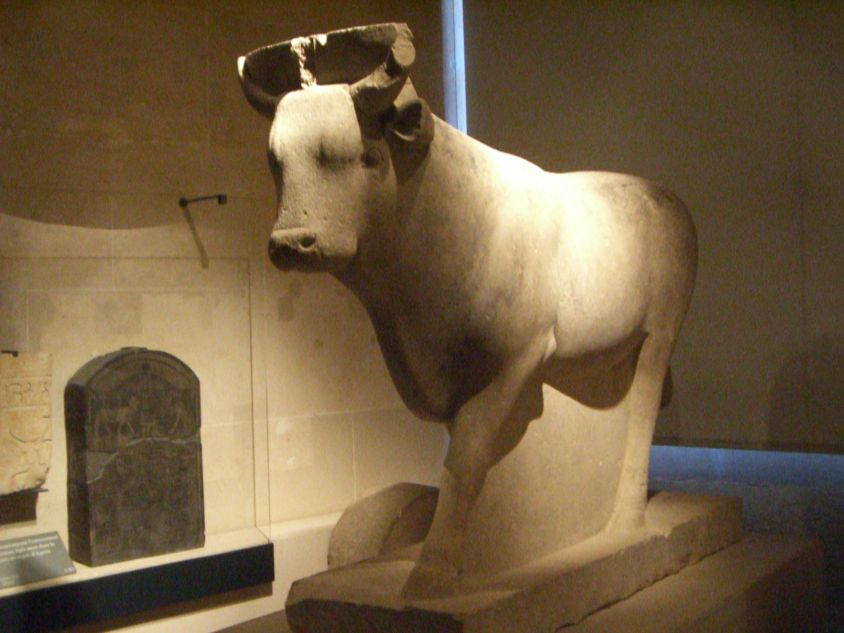
Ápisz-bika szobra a Louvre-ban

A szakkarai nekropolisz valószínűleg legszebb sírja Tinek a nyughelye, aki az V. dinasztia idején Noferkaré és Niuszerré királyok piramisainak a felügyelője volt.
Dzsószer piramiskerülete körül található még Teti, Uszerkaf és Szehemhet fáraók piramisa.
A központi területtől délre 4–5 km hosszan I. Pepi, Dzsedkaré Iszeszi, II. Pepi, Ibi és Hendzser fáraók piramisai és Sepszeszkaf fáraó síremléke áll.
A Szerapeiontól északkeletre állattemetők (tehenek, íbiszek, sólymok, páviánok) kerültek elő, s itt állt a keresztény időkben a kopt Apa Jeremiás kolostora.
A „Sírok utcájában” az előkelők sírjai közül a nevezetesebbek: Ptahhotep vezír és fia, Ahethotep masztabája, Mereruka vezír masztabája, Ti masztabája, Kagemni vezír sírja, Noferszesemré vezír masztabája, Anhmahor vezír sírja, Noferszesemptah vezír sírja.

## Híres szakkarai felfedezők és leletek
1824-ben Bernardino Drovetti felfedezte Dzsehuti tábornok sírhelyét, III. Thotmesz fáraó hadvezéréét, akinek leghíresebb haditette abban állt, hogy Dél-Palesztina partvidékén sikerült betörnie az ősi Jaffa lázadó erődjébe úgy, hogy kétszáz emberével együtt hatalmas kosarakban rejtőzött el. A sírban talált tárgyak Európa több múzeumában (Firenze, Leiden, Párizs, London, Liverpool) tekinthetők meg.
1851-ben a már fentebb említett Auguste Mariette megtalálta a Szerapeiont.

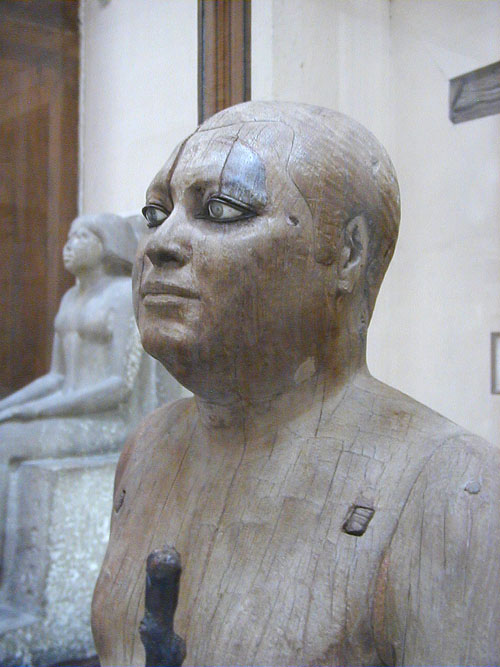
Sejk el-Beled szobra. Egyiptomi Múzeum, Kairó

1860-ban Mariette felfedezte a C8 masztabában az V. dinasztiabeli Kaaper tisztviselőnek a faszobrát, amit a munkások Sejk el-Belednek neveztek el a helybéli falusi bíró után, akire nagyon hasonlított.
1860-ban felfedezték Heszirének, Dzsószer fáraó főírnokának sírját. A felfedezők: Auguste Mariette és James Edward Quibell.
1881-ben Heinrich és Émile Brugsch megtalálták I. Pepi düledező piramisának belsejében, továbbá Unisz, Teti, Merenré és II. Pepi piramisaiban a ma Piramisszövegek néven ismert oszlopokba írt feliratokat.
1893-ban Jacques de Morgan Tetinek, a VI. dinasztia első fáraójának piramisától északra fedezte fel Egyiptom két híres sírját, Kagemni és Mereruka egymás mellett álló masztabáját.
1899-ben Unisz fáraó piramisától délre Alessandro Barsanti megtalálta az ún. „perzsa” sírokat, Pszammetik, az orvos, Tjanenhebu, a tengernagy és Padianaszet, a kincstárnok nyughelyét a XVI. dinasztia korából.
1935-39 között a Walter Bryan Emery által végzett ásatások során került napvilágra Hemaka pecsétőr 45 kamrából álló sírja az I. dinasztia korabeli Den fáraó korából.
1952-ben Zakaria Goneim megtalálta Szehemhet elveszettnek vélt piramisát.
1975-ben Geoffrey T. Martin rábukkant Horemheb szakkarai sírjára, majd később meglelte Tutanhamon Maja nevű kincstárnokának a sírját is.
1987-97 között Alain-Pierre Zivie ásatásai vezettek sikerre, amikor felfedezték Aperel vezír sírját III. Amenhotep korából.

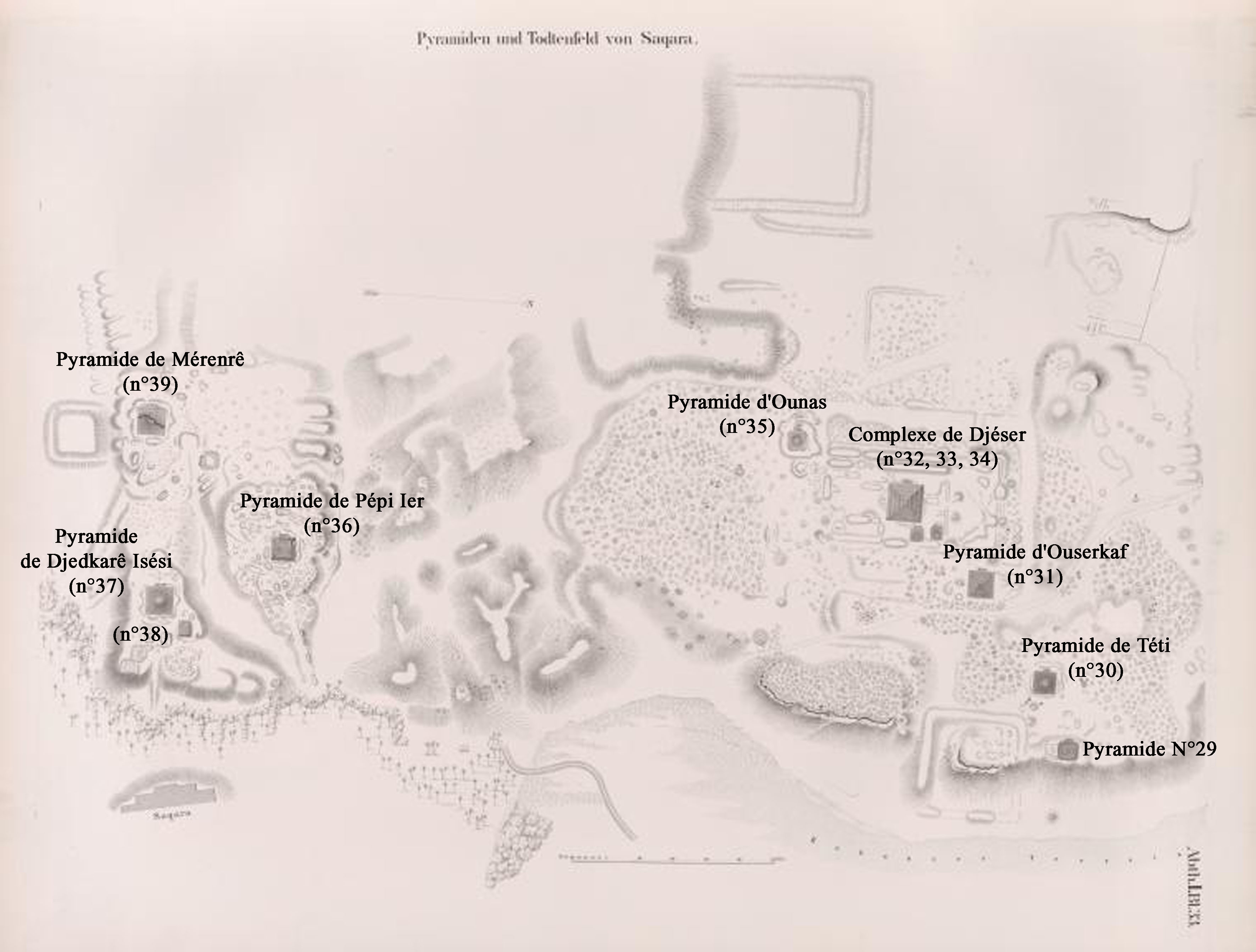
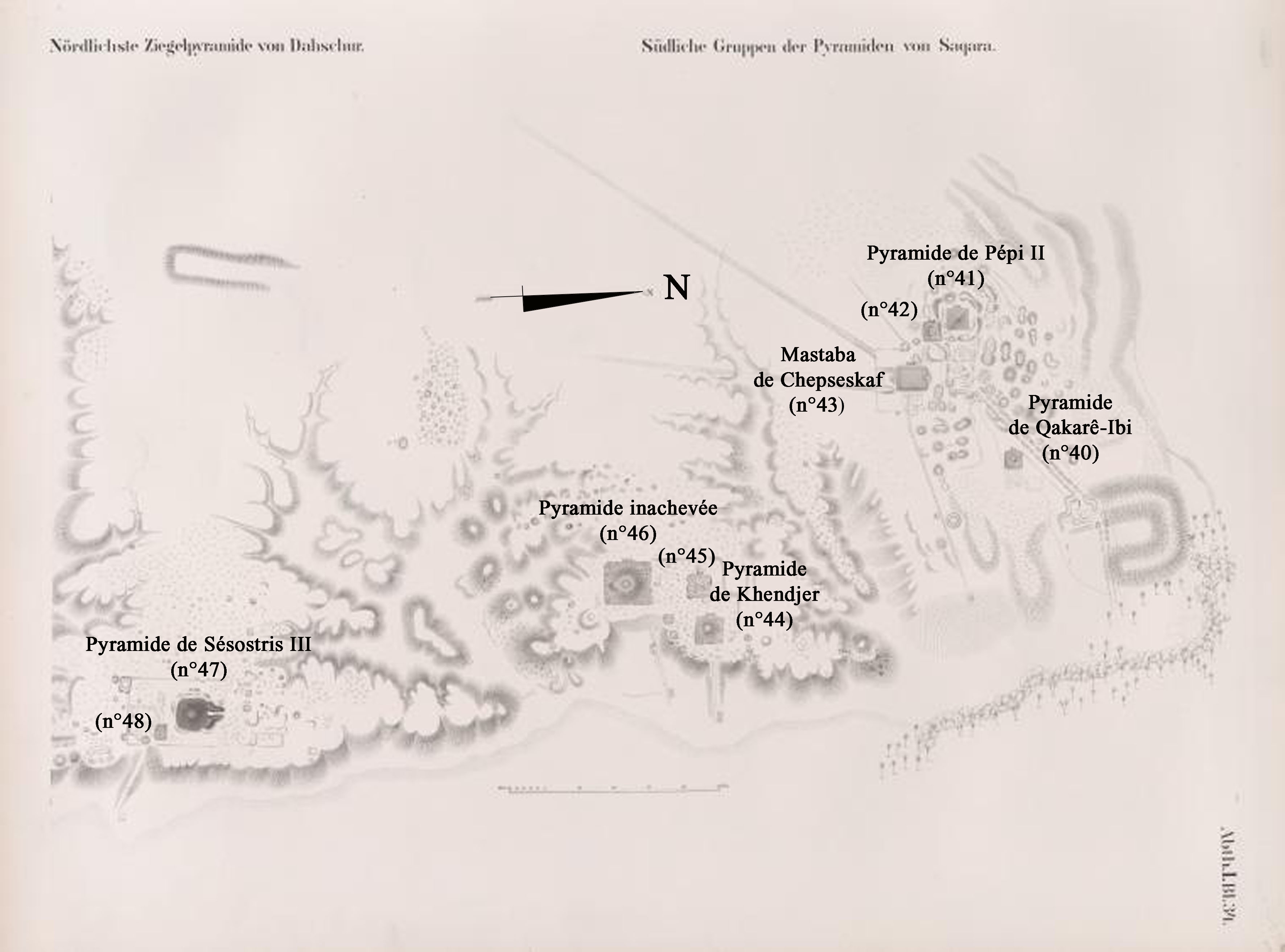